# Fotomedicina
Fotomedicina je interdisciplinarna grana medicine koja se jednim delom bavi proučavanjem metoda lečenja bolesti uzrokovane izlaganju svetlu, sa sa druge dijagnostikom i terapeutskom primenom svetla za otkrivanje i lečenje bolesti i/ili poboljšanja zdravlja. Danas se fotomedicina široko primenjuje u raznim oblastima medicine, uključujući onkologiju, dermatologiju, operativno lečenje, interventnu radiologiju, optičku dijagnostiki, kardiologiju, poremećaja spavanja i poremećaje cirkadijalnog ritma.
Posebna oblast fotomedicine je fototerapija, koja se zasniva na jasno definisanim procedurama energetske transdukcije u cilju postizanja pozitivnog globalnog odgovora organizma na svetlost.

## Istorija
Istorija fotomedicine datira hiljadama godina unazad, čak iz preliteratne kulture koja je cenila lekovita svojstva sunčeve svetlosti. Još pre nekoliko milenijuma ljudi su shvatali da postoji veza između svetlosti i bioloških procesa u organizmima živih bića. U starom Egiptu, sunčeva svetlost je korišćena u medicinske svrhe, dok je nešto kasnije u antičkoj Grčkoj, Hipokrat opisao upotrebu sunčevih zraka u lečenju nekih organskih poremećaja i bolesti (metod poznat kao helioterapija). Međutim mnogi istoričari medicine fotomedicinu povezuju sa periodom unazad oko 100 godina počev od Nielsa Finsena, danskog lekara koji je ustanovio da su osobe sa tuberkulozom koje su živele u Norveškoj gde su bile vrlo malo izložene sunčevim zracima često razvile lezije lica (lupus vulgaris) koje bi se smanjile, a ponekad i nestale tokom letnjih meseci. Na osnovu ovih saznanja ovaj lekar je pošao od zaključio da bi veštačka svetlost treba da proizvede isti efekat kao i sunčeva svetlost i počeo je da koristi zračenje iz novodostupnog ugljeničnog luka. Isprva je koristio staklena soćiva za usmeravanje zračenja, ali pošto je to često proizvodilo opekotine, ovu metodu zamijenio je šupljim staklenim sočivom napunjenim vodom. Međutim, ako je to smanjivalo pojavu toplotne opekotine, to zapravo nije dupliralo efekat direktne sunčeve svjetlosti. Konačno, koristeći šuplja sočivo ispunjenu vodom, koje je opremio kvarcnim prozorima, Finsen je bio u stanju da imitira, čak i poboljša, efekat sunčeve svetlosti. Kao rezultat toga, lupus vulgaris je praktično eliminisan iz skandinavskih zemalja.

## Osnovne postavke
Svetlost se sastoji od čestica energije koji se nazivaju fotoni. Za potrebe ovog odeljka, svetlost se definiše kao nejonizujuće elektromagnetno zračenje između talasnih dužina od 200 nm do oko 10.000 nm. 
Svetlosna energija može izazvati zagrevanje, mehaničke efekte i hemijske reakcije. Prenos svetlosne energije kroz apsorpciju fotona može dovesti do mnogo različitih posledica koje su opisane u fotomedicini, kao bolesti izazvane svetlošću. Ali fotomedicina pored lečenja posledica izazvanih svetlođću istu tu svetlost koristi za vizuelizaciju tela, odnosno da bi se detektovalo i dijagnostikovalo oboljenje. 
Polazeći od izućavanja svetlosti fotomediicina je sebi postavila brojna pitanja koja su postala predmet njenog izučavanja, poput ovih:
- Zašto identični fotoni proizvode štetne medicinske efekte u nekim slučajevima (kao što je rak kože), dok istovremeno poseduju korisne efekte kod drugih (kao što je proizvodnja vitamina D)?
- Da li postoji način da se kontrolišu efekti svetlosne energije u fotomedicini?
- Koji izvori svetlosti semogu primeniti u fotomedicini?
- Šta fotomediicina možemo učiniti kako bi omogućila medicinskoj praksi i čoveku da maksimalno koristi njene pozitivne efekte, a minimizira štetne efekte?

## Primena svetlosti u fotomedicini
Fotomedicina je medicinsko područje koje uključuje korištenje svetla za terapijske ili u druge medicinske svrhe, jer je dokazano da svetlo utiče na ljudsko telo, uključujući pozitivne i negativne efekte. Iako je ova oblast medicine relativno novo, veliki tehnološki razvoj u fotomedicini dogodio se devedesetih godina 20. veka, podstaknut mnogobrojnim zahtevom za bezbednijim i efikasnijim načinima lečenjem raka. Međutim, fotomedicina pored u onkologiji našla je primenu i kod mnogih stanja i bolesti uključujući primeni različitih vrsta svetlosti u terapiji: cirkadijalne disritmije, psorijaze, bolova u mišićima, depresije, smanjenja zapaljenje. Osim toga, infracrveno svjetlo je u stanju da stimuliše rast kose kod pojedinca, ili pak drugi uređaji koji koriste intenzivnu pulsirajuću svetlost mogu ukloniti neželjenu kosmatost, gubitak kose, ili se mogu primeniti u operativnom tretmanu poremećaja kože.

### Lečenje raka
Postoje brojne primene fotomedicina za lečenje raka. Jedna od njih uključuje fotodinamičku svetlosnu terapiju za pokretanje hemijske reakcije u abnormalnim zapaljenjskim procesom izmenjenih, ili mutiranim ćelijama, kao što su to ćelije raka.
Fotohemijska reakcija, koja se odvija kroz interakciju između svetlosti, svetlosno senzibilizirajućih sredstava (takođe poznatih kao fotosenzibilizatori) i kiseonika, na kraju pomaže u uništavanju ćelija fraka. 
Strategije fotodinamičke terapije (PDT) se takođe koriste za aktiviranje ljudskog imunološkog sistema protiv raka. Jači imunološki sistemi mogu pomoći u eliminaciji klastera malignih ćelija udaljenih od primarnog tumora. Četiri glavne metode fotoimune strategije uključuju: 
- nisku dozu PDT sa imunim adjuvansima,
- fotoimunoterapiju,
- PDT vakcine i
- sistemske tretmane svetlom.

### Lečenje gubitakа kose
Specifični poremećaji koji utiču na gubitak kose, kao što su alopecija, opadanje kose i prirodni gubitak kose uzrokovani genetikom, mogu se ublažiti primenom metoda fotomedicine. 
Laserska terapija niskog nivoa primijenjena na područja kosmatog dedla kože na kome nedostaju dlaka može stimulisati rast kose prebacivanjem epidermalnih matičnih ćelija u folikule dlake u fazu anagene. Ovaj tretman se može primeniti i za povećanje gustine, debljine i punoće kose.

### Smanjenje efekata psorijaze
Psorijaza je autoimuno stanje koje obično uzrokuje da koža postane crvena i da svrbi. Oštećena područja mogu imati i ljuskastu teksturu i mogu proizvesti intenzivno perutanje mrtve kože. 
Često izlaganje ultraljubičastom zračenju psorijatične kože, smanjuje se površina suve kože i može se spečiti dalje širenje promena u druge delove tijela. 

### Modulacija cirkadijalnog ritma
Kada osoba nije izložena nikakvom svetlu, hipofiza počinje proizvoditi melatonin, hormon koji će uzrokovati pospanost. Idok je nekoliko publikacija pokazalo da je više od 45% poremećaja sna najverovatnije izazvano nedovoljnom koncentracijom melatoninom; otprilike 35% osoba koje redovno doživljavaju nesanicu imaju višak melatonina kada se svakog dana probude. 
Da bi zaustavili proizvodnju hormona melatonina, pojedinac treba da bude izložen jakom svetlu u roku od 30 minuta nakon buđenja tokom jutra. Pored toga, svetlost koje deluje preko očiju može stimulisati proizvodnju serotonina, neurotransmitera koji je u stanju da poboljša opšte stanje orfganizma, nivo energije i ukupnu motivaciju.

### Primena u hirurgiji
Neki pperativni zahvati mogu se izvesti primenom metoda fotomedicine zasnovanih na fluorescentnom svetlu U ovom procesu, različiti tipovi fotosenzibilizatora osvetljavaju abnormalne ćelije ili obolelo tkivo. Ovo omogućava hirurzima da u realnom vremenu vizualizuju koje tkivo ili ćelije treb ahirurški ukloniti.
Fotomedicina se u hirurgiji primenjuje i u obliku sigurnih i efikasnih laserskih zraka koji se mogu koristiti za sečenje ili na drugi način uklanjanje neželjenih predmena u tkivima tela.

## Literatura
- Avci, P, et al. “Low-Level Laser (Light) Therapy (LLLT) for Treatment of Hair Loss.” Lasers in Surgery and Medicine., U.S. National Library of Medicine, Feb. 2014.
- Jimenez, Joaquin J., et al. “Efficacy and Safety of a Low-Level Laser Device in the Treatment of Male and Female Pattern Hair Loss: A Multicenter, Randomized, Sham Device-Controlled, Double-Blind Study.” American Journal of Clinical Dermatology, Springer International Publishing, 29. 1. 2014.
- Legarde, Caroline M. “Phototherapy.” Johns Hopkins Dermatology: Photomedicine, Johns Hopkins, 30. 8. 2016.

## Spoljašnje veze
- Current evidence and applications of photodynamic therapy in dermatology (језик: енглески)

|  | Molimo Vas, obratite pažnju na važno upozorenje u vezi sa temama iz oblasti medicine (zdravlja). |